# Rafael de Llança i de Valls
Rafael de Llança i de Valls   (Can Maians, 1772 - Can Maians, 1833) va ser un militar de l'exèrcit espanyol.

## Biografia
Era el primogènit del matrimoni entre Rafael de Llança-Derrocada i Perpunter i de Caterina de Valls-Morera i Bosch, que va tenir dos fills més: Benet i Rafaela.
El 1786, va sol·licitar i va obtenir la plaça de cadet d'Infanteria, ingressant al regiment de Guadalajara, i l'octubre del 1787 va obtenir l'ascens a sotstinent de bandera. L'agost del 1791 va arribar a segon tinent, i el novembre del 1793 va ascendir a segon tinent de granaders del Regiment.
El 7 de març del 1793, la Convenció francesa va declarar la guerra a Espanya, en el que es coneixeria com la Guerra Gran, que a Catalunya es va convertir en un moviment antifrancès. L'exèrcit espanyol, dirigit pel capità general de Catalunya Antonio Ricardos, va iniciar les operacions militars el 17 d'abril, travessant la frontera amb França i avançant per la Catalunya Nord. Tanmateix, la manca de recursos li va impedir atacar Perpinyà, i un cop passat l'hivern, els francesos no només van recuperar els territoris perduts, sinó que van ocupar la vall d'Aran, la Cerdanya, l'Alt Urgell i l'Empordà. Rafael de Llança, al capdavant d'una columna de granaders, va tenir una intervenció exemplar en el setge de Banyuls, on va sostenir la retirada de la columna, per la qual cosa va ser citat a l'estat major de l'exèrcit, que el va ascendir a primer tinent amb el grau de capità.
Manuel Godoy no va fer cap esforç per ajudar Catalunya en la lluita contra els francesos, i això va fer que el poble es mobilitzés, creant-se la Junta General del Principat per tal de recobrar els territoris ocupats. El 1795, Llança va ser ascendit a sergent major d'un terç de voluntaris que es va organitzar a Berga, que va aconseguir prendre Puigcerdà i recobrar la Cerdanya espanyola. La Pau de Basilea va posar fi a la Guerra Gran, però va provocar que Catalunya s'enfrontés dues vegades (1796-1801 i 1804-1808) amb Anglaterra. El regiment manat per Rafael de Llança va ser enviat a incorporar-se a l'exèrcit de Galícia, prenent part a la defensa de Ferrol. El 1801 va marxar a Portugal, on successivament va ascendir a primer tinent de granaders, ajudant major, i el novembre de 1805, a capità de granaders. El 1806 va marxar cap al regne d'Etrúria amb el regiment de Guadalajara.
El 1807 es va unir a la divisió espanyola de l'Elba manada pel capità general dels Reials Exèrcits, Pere Caro i Sureda, marquès de la Romana. Amb ella va prendre part en la conquesta de la Pomerània Sueca i va assistir al setge de Stralsund, on va tenir el comandament de la tropa espanyola que va obrir la trinxera la nit del 15 d'agost del 1807. Posteriorment, es va traslladar a l'illa de Selàndia, on el juliol del 1808 va rebre la notícia de l'aixecament d'Espanya contra els francesos. Després de negar-se a jurar fidelitat a Josep Bonaparte, igual que els seus companys de regiment, va intentar tornar a Espanya per prendre part a la Guerra del Francès, però van ser capturats per les tropes daneses i conduïts a França, on els van empresonar.
Napoleó Bonaparte va formar un cos de voluntaris amb la divisió del marquès de la Romana, obligant-los a prendre part a la campanya de Rússia. Un cop finalitzada aquesta el 1813, Rafael de Llança va decidir deixar les armes i tornar a casa seva. Tenia aleshores quaranta-un anys, i al llarg de la seva carrera li va ser concedida la Creu de Sant Hermenegild i l'Estrella del Nord, distinció creada per premiar tots els oficials i soldats que van prendre part a l'expedició del marquès de la Romana. Tres anys després li va ser ratificat el grau de comandant pel Reial decret de 6 d'agost del 1816 de Ferran VII, i a l'agost del 1819 se li va concedir el retir militar.
Instal·lat de nou a Can Maians (que el va heretar el 1820), va contreure matrimoni amb Dolors Esquivel i Hurtado de Mendoza, amb qui va tenir tres fills: Rafael (1821-1893), Benet (1822-1863) i Dolors de Llança i Esquivel (1825-1903). La seva dona va morir com a conseqüència del tercer part.